# Татаринов, Иван Викторович
Иван Викторович Татаринов (род. 4 января 1988) — российский борец греко-римского стиля, победитель летней Универсиады 2013 года в Казани, чемпион и призёр чемпионатов России, победитель и призёр международных турниров, мастер спорта России международного класса. Выступал в весовых категориях до 55 и 59 кг. Его наставниками были А. Ю. Лисица, Э. Б. Кулатаев и А. С. Екимов. Представляет клуб КСЕ «Первомаец» (Новосибирск). Член сборной команды России по борьбе с 2010 года. Награждён Почётной грамотой президента России.

## Спортивные результаты
- Чемпионат Европы по борьбе среди юниоров 2007 года — ;
- Чемпионат Европы по борьбе среди юниоров 2008 года — ;
- Гран-при Ивана Поддубного 2010 года — ;
- Гран-при Ивана Поддубного 2011 года — ;
- Чемпионат России по греко-римской борьбе 2011 года — ;
- Чемпионат России по греко-римской борьбе 2013 года — ;
- Чемпионат России по греко-римской борьбе 2014 года — ;
- Чемпионат России по греко-римской борьбе 2017 года — ;